# Muthoni Drummer Queen
Muthoni Ndonga, surtout connue sous son nom de scène Muthoni Drummer Queen, est une rappeuse, percussionniste, productrice et entrepreneuse kényane. 
Elle produit de la musique alternative electro-hip-hop et a fondé les festivals Africa Nouveau et Blankets & Wine en Afrique de l'Est.

## Biographie
Muthoni Ndonga est née et a grandi à Nairobi au Kenya. Depuis son enfance, elle souhaite devenir artiste mais ses parents, de classe moyenne modeste, tentent de la décourager.   
Elle assouvit sa passion dans des chorales à l'école jusqu'en 2004 où, étudiante, elle organise son premier concert avec l'aide de ses amis. En 2008, après avoir obtenu son diplôme en relations internationales et en philosophie à l'université kényane United States International University Africa (USIU Africa), estimant que la musique alternative a peu de visibilité au Kenya, elle fonde le festival Blankets & Wine.  
Son nom de scène viendrait d'un photographe qui a immortalisé un de ses concerts à Zanzibar où elle jouait de la batterie :  
« Un photographe qui m'a immortalisée a écrit une blague sous le cliché : « Muthoni drummer queen », Muthoni la reine de la batterie. Tous mes amis m'ont donné ce surnom, qui est resté. »
Sa rencontre en 2013 avec les producteurs suisses Greg « GR! » Escoffey et Jean « Hook » Geissbuhler, Muthoni Ndonga lui permet d'accélérer la sortie de son album éponyme "MDQ" en tant que Muthoni Drummer Queen. S'enchaînent alors les tournées au Kenya et en Suisse, notamment au renommé Montreux Jazz Festival
En 2015, elle fonde le festival de musique, mode et arts visuels Africa Nouveau. 
En 2016, le trio se reforme avec GR! et Hook pour la sortie de son album She, signé sous le label Yotanka Records, dont tous les titres sont consacrés à des femmes que Muthoni Ndonga admire,,. Le titre Suzie Noma, utilisé dans la bande-son du film Rafiki de Wanuri Kahiu, devient tout un symbole. Elle passe au Montreux Jazz Festival en 2017.
Muthoni Ndonga se dit féministe et cite comme inspiration l'écrivaine et militante Maya Angelou à laquelle elle rend hommage dans son titre Caged Bird, en référence au poème du même nom.